# Aucklandobius
Genre
Aucklandobius est un genre d'insectes plécoptères de la famille des Gripopterygidae.

## Distribution
Les espèces de ce genre sont endémiques des îles Auckland en Nouvelle-Zélande.

## Liste des genres
Selon Plecoptera Species File :
- Aucklandobius complementarius Enderlein, 1909
- Aucklandobius gressitti Illies, 1974
- Aucklandobius kuscheli (Illies, 1974)
- Aucklandobius turbotti (Illies, 1963)

## Publication originale
- Enderlein, G. 1909 : Uber die Plecopteren - Subfamilie Antarctoperlinae und eine neue Gattung derselben von den Auckland-Inseln. Deutsche Entomologische Zeitschrift, vol. 1909, p. 679-86.